# 妙法寺 (兵庫県福崎町)
妙法寺（みょうほうじ Myouhou-ji, Myouhou Temple, Fukusaki, Japan）は兵庫県神崎郡福崎町にある日蓮宗の寺院である。山号は栄昌山。四条門流に属し大本山妙顕寺の旧末寺。親師法縁。

## 由来
妙法寺は昔、飾磨置塩城下にあったが、置塩落城のとき恒屋（現在の姫路市香寺町恒屋）へ移った。京都日蓮宗妙覚寺の僧玉蔵院日胤が、慶長年間に諸国布教のとき但馬国生野で説教し、来合わせた播州神西郡山崎村長小国弥惣太夫や小国一家が入信し、それまで恒屋にあった妙法寺を山崎村（現在の福崎町山崎）に移し、小国某の家を壊しその材木で本堂庫裏を建て、玉蔵院を招聘して中興開山の住職とした。ところがその頃、江戸幕府は日蓮宗不受不施派退治をはじめ、妙覚寺の日奥上人が対馬へ流罪になり、その弟子にも累が及ぶべく、玉蔵院は突如行方不明になってしまった。已む無く、京・妙顕寺の日饒管長に頼んで要全院日順を住職として派遣してもらい、それ以来妙顕寺末に換わり、大本山別院を名乗り今日に至る。もとは法華宗といったが、現在では日蓮宗と称している。

## 寺分け
妙法寺二代要全院が開山となり近所に隠居所蓮華寺が創られ、次いで中寺村（現在の姫路市香寺町中寺）に坪屋宗清が三代目日達を開山として醍醐寺を創った。さらに妙法寺隣家の弟後藤八郎太夫が奥村に蓮泉寺を建立し、また妙法寺十世日健の代に新しく北田中村（現在の神崎郡市川町北田中）に石妙寺という末寺を創った。別に存在した神種（このくさ）村（現在の姫路市夢前町神種）の題目庵を善隋寺とし、これも同十世日健代に本山直末として差し出した。これら五か寺ははじめ総て妙法寺の末寺であったが、のちに京都の本山直末としたものである。妙法寺は以前から本山の準永聖・紫金紋の免許を得ていたが、明和年中に蓮泉寺もまた準永聖になり、以来、妙法寺と五カ寺の間に席次の争いが絶えなかった。そのころ妙法寺は中本山を五か寺に優越する気分が濃厚で諍いが絶えず、文政年間には本山役僧の仲裁まで仰いだ文書がいまに残っている。　

## 大本山の関係
「褒尊前御閑居十四ヶ年、御下向之節、御輿道具向物入り妙法寺より差出申候御褒美として誂紋白之袈裟御許状頂戴」との記録があり、このとき褒尊前という高貴な僧が本山から下向され、14ヵ年も妙法寺に滞在されていたらしく、そのため別棟の宿舎兼書院が建てられた。この件に関しては柳田國男がいくらか書き残している。
　

## 柳田國男と妙法寺
柳田國男の自伝「故郷七十年」に、「祖母の又祖父に当たる人というのが、法華宗の家の出であった。代々松岡家(柳田の生家)は天台宗であるが、自由結婚して松岡家に入ったのである。そこへたまたま、辻川村（現在の福崎町西田原辻川）から市川を隔てた山崎にある妙法寺という法華宗の寺に、京都の本山から蟄居を命ぜられた老僧が来ていて、周囲の目ぼしい檀徒を自分の寺にひき入れたことがあった。その時、親孝行を楯にとって自分の子の左仲という医者を無理に法華宗へひき入れた。松岡家の本山は妙徳山神積寺というやや格式の高い天台宗の寺院だったから問題になり云々」という一文がある。この件については、別に柳田國男全集に「妙法寺に蟄居を命じられていた高僧というのは、孝明天皇ゆかりの女性と恋愛事件を起こし、妙法寺へ配流されてきた人であった」との記述があるが、詳細は不明である。それに関連してか、戦前の妙法寺本堂天井一面に菊の紋が描かれていて、皇室との関係を暗示していたが、不敬に渉るとかで戦時中にその菊花紋を隠して蓮花紋が貼り付けられ今日に至っている。日蓮宗唯一の門跡寺院として旧村雲御所瑞龍寺があり、歴代住職は皇族関係出身の女性ということになっているが、別に妙法寺には村雲日禧上人碑という小さな墓が存在し、それが村雲御所と妙法寺を繋ぐ鍵となる可能性も考えられる。

## 梵鐘
妙法寺三代目日達の代に、総代小国氏ほか檀徒により梵鐘が寄進された。第二次世界大戦中金属回収の折、この梵鐘に「妙法寺鐘銘並序　幡之神西栄昌山ノ主日達　遠千里而来謂予　達也辺表在　其俗所謂元古殆不堪化　達毎無思乎　何以鼓舞之果欲鋳一梵鐘・・・、昌山絶頂　吼天華鯨　鐘本無響　杵何有声　非合斯震　豈離能鳴　豊嶺霜降　梵音自清」の、光琳乾山鷹ガ峰派著名の文人深草元政上人の手になる鐘銘が鋳込んであるとして回収を免れ、福崎町文化財としていまも妙法寺に残っている。